# Grange, South Australia
Grange är en ort i Australien. Den ligger i kommunen Charles Sturt och delstaten South Australia, omkring 11 kilometer väster om delstatshuvudstaden Adelaide. Antalet invånare är 5 238. Den ligger vid sjön West Lakes.
Runt Grange är det mycket tätbefolkat, med 1 517 invånare per kvadratkilometer.. Närmaste större samhälle är Adelaide, omkring 11 kilometer öster om Grange.
Runt Grange är det i huvudsak tätbebyggt. Genomsnittlig årsnederbörd är 593 millimeter. Den regnigaste månaden är juli, med i genomsnitt 95 mm nederbörd, och den torraste är december, med 13 mm nederbörd.